# Dario Colagè
(Dario Colagè - Corriere della Sera 10/08/2001)
Dario Colagè detto Il Bufera (Canino, 16 gennaio 1965) è un fantino italiano.

## Carriera
Colagè ha partecipato a 25 edizioni del Palio di Siena, vincendo in tre occasioni: all'esordio nel 1989 con la Lupa (con il cavallo scossoVipera), nel 1994 con la Tartuca e nell'agosto del 1998 con il Nicchio. La prima vittoria fu ottenuta , essendo il Bufera caduto alla prima curva del Casato.
Il 2 luglio del 1995 non poté prendere parte al Palio a causa dell'infortunio al barbero Delfort Song, del Nicchio, tra i favoriti.
A luglio del 2001, allorché correva per il Nicchio, il Bufera era nettamente in testa su Zullina, cavalla di sua proprietà, quando l'animale s'infortunò ad una zampa. Anziché proseguire, sfruttando il notevole vantaggio, Colagè scelse di interrompere la corsa, per non compromettere la salute di Zullina. La cavalla poi si ristabilì completamente, ma dovette interrompere l'attività paliesca e fu ceduta al Comune di Siena, che la trasferì nel Pensionario per cavalli di Radicondoli.
Il Bufera disputò il suo ultimo Palio il 2 luglio 2003.
Colagè vanta anche una vittoria nel Palio di Fucecchio, due al Palio di Castel del Piano oltre a partecipazioni al Palio di Ferrara ed al Palio di Asti.

## Procedimenti giudiziari
Nel 2001 Colagè fu arrestato, insieme ad altre otto persone, con l'accusa di "associazione a delinquere finalizzata alla commissione di frode in competizioni sportive" ed "esercizio abusivo dell'attività di scommessa". Secondo i giudici, Colagè e gli altri complici alteravano lo svolgimento delle Corse Tris grazie ad accordi tra fantini e allevatori, alla sostituzione dei cavalli, alla "costruzione" artefatta dell'handicap e dopando i cavalli stessi. Dopo avere scontato un paio di mesi agli arresti domiciliari, Colagè è stato rimesso in libertà.

## Presenze al Palio di Siena
Le vittorie sono evidenziate ed indicate in neretto.
| Palio            | Contrada | Cavallo       | Note   |
| ---------------- | -------- | ------------- | ------ |
| 2 luglio 1989    | Lupa     | Vipera        | scosso |
| 16 agosto 1990   | Lupa     | Figaro        | scosso |
| 2 luglio 1991    | Lupa     | Careca        |        |
| 16 agosto 1991   | Drago    | Careca        |        |
| 3 luglio 1992    | Oca      | Etrusco       | scosso |
| 16 agosto 1992   | Lupa     | Usiglia       | scosso |
| 2 luglio 1993    | Tartuca  | Figaro        |        |
| 16 agosto 1993   | Tartuca  | Etrusco       | scosso |
| 2 luglio 1994    | Tartuca  | Cleopatra     | scosso |
| 16 agosto 1994   | Tartuca  | Delfort Song  |        |
| 16 agosto 1995   | Nicchio  | Trionfale     |        |
| 2 luglio 1996    | Giraffa  | Naomy         | scosso |
| 16 agosto 1996   | Tartuca  | La Fanfara    |        |
| 3 luglio 1997    | Tartuca  | Votta Votta   | scosso |
| 16 agosto 1997   | Civetta  | Re Artù       | scosso |
| 2 luglio 1998    | Bruco    | Re Artù       |        |
| 16 agosto 1998   | Nicchio  | Re Artù       |        |
| 2 luglio 1999    | Pantera  | Re Artù       | scosso |
| 16 agosto 1999   | Tartuca  | Vasto         | scosso |
| 2 luglio 2000    | Pantera  | Zoarco        |        |
| 16 agosto 2000   | Tartuca  | Mafalda       |        |
| 9 settembre 2000 | Bruco    | Ehi Caramella | scosso |
| 2 luglio 2001    | Nicchio  | Zullina       |        |
| 16 agosto 2001   | Nicchio  | Ariannha      |        |
| 2 luglio 2003    | Tartuca  | Brento        |        |

- Il 2 luglio 1995 non ha potuto correre nel Nicchio a causa dell'infortunio al cavallo Delfort Song.

## Altre vittorie
- 1987: Palio di Castel del Piano
- 1990: Palio di Castel del Piano, Palio di Fucecchio